# Джуманбаев, Аблямат
Аблямат Джуманбаев (1909, село Уч-Арал, Аулиеатинский уезд, Сырдарьинская область, Туркестанский край, Российская империя — неизвестно, село Уч-Арал, Таласский район, Джамбулская область, Казахская ССР) — старший чабан каракулеводческого совхоза «Таласский» Министерства совхозов СССР, Таласский район Джамбулской области, Казахская ССР. Герой Социалистического Труда (1949).

## Биография
Родился в 1909 году в крестьянской семье в селе Уч-Арал Аулиеатинского уезда. Окончил местную сельскую школу. С 1930-х годов — чабан овцеводческого совхоза «Таласский» Южно-Казахстанской области. В послевоенное время — старший чабан в этом же совхозе.
Вместе с совхозными специалистами по зоотехнике занимался селекционно-племенной работой по улучшению породности овец, дающих чёрный каракуль. В 1948 году вырастил в среднем от каждой сотни овцематок по 108 ягнят от общего числа голов на начало года в 722 маток. Получил 86 % смушек первого сорта. Указом Президиума Верховного Совета СССР от 1 декабря 1949 года удостоен звания Героя Социалистического Труда за «получение высокой продуктивности в животноводстве в 1948 году» с вручением ордена Ленина и золотой медали «Серп и Молот» (№ 4962).
Этим же указом званием Героя Социалистического Труда были награждены труженики совхоза «Таласский» управляющий совхозной фермой Абдыр Сагинтаев, старший ветеринарный врач Шарафий Губашевич Губашев, старший зоотехник Алексей Петрович Финаев, старшие чабаны Дюсембек Айдыбеков, Иманбек Амангельдиев, Айтете Омаров, Касым Самбетов, Айтпай Шинасылов и Ештайбек Шомышбаев.
В последующие годы показывал высокие трудовые результаты. По итогам работы в 1963 года вырастил в среднем по 171 ягнят от каждой сотни овцематок.
После выхода на пенсию проживал в селе Уч-Арал Таласского района. Дата смерти не установлена.
Награды
- Герой Социалистического Труда
- Орден Ленина
- Орден Трудового Красного Знамени (22.03.1966)